# Malons-et-Elze
Malons-et-Elze è un comune francese di 100 abitanti situato nel dipartimento del Gard, nella regione dell'Occitania.

## Società

### Evoluzione demografica
Abitanti censiti